# Bataille de Steyr
Troisième Coalition
Batailles
Batailles navales
- Rocher du Diamant (1805)
- Cap Finisterre (1805)
- îles Chausey (1805)
- Trafalgar (1805)
- Cap Ortegal (1805)

Campagne d'Allemagne (1805) : opérations en Bavière - Autriche - Moravie
- Donauwörth
- Wertingen
- Günzburg
- Haslach-Jungingen
- Memmingen
- Elchingen
- Nerenstetten
- Neresheim
- Ulm
- Ried
- Lambach
- Bodenbichl
- Steyr
- Amstetten
- Mariazell
- Dürenstein
- Hollabrunn (Schöngrabern)
- Wischau
- Austerlitz

Campagne d'Italie (1805) : Opérations en Italie du Nord
- Vérone
- Caldiero
- Forano
- Castelfranco Veneto

Invasion de Naples (1806)
- Gaète
- Campo Tenese
- Maida
- Lauria
- Maratea
- Amantea
- Mileto

La bataille de Steyr a opposé le 4 novembre 1805, au cours de la campagne d'Allemagne, des troupes françaises commandées par le maréchal Davout et des troupes autrichiennes commandées par le général Merveldt, qui couvraient la retraite du général Koutouzov. 

## Ordre de bataille
Ont participé à cet engagement le régiment d'infanterie Gyulai (autrichien) ainsi que le 13e régiment d'infanterie légère et le 30e régiment d'infanterie de ligne[réf. nécessaire], éléments du troisième corps d'armée français.

## Bilan
L'engagement s'est soldé par la victoire des troupes françaises.